# رشته‌کوه توران
رشته‌کوه توران (روسی: Хребет Тура̀на) یک رشته‌کوه در سرزمین خاباروفسک کشور روسیه است.